# Herman Steiner
Herman Steiner (15 de abril de 1905 hasta 25 de noviembre de 1955) fue un ajedrecista y periodista estadounidense. Ganó el Campeonato de Ajedrez de EE. UU. en 1948 y se convirtió en Maestro Internacional en 1950. Aún más importante que su carrera como jugador fueron sus esfuerzos por promover el ajedrez en los EE. UU., especialmente en la Costa Oeste . Un ejemplo de la escuela romántica de ajedrez, Steiner fue un sucesor de la tradición estadounidense de ajedrez: Paul Morphy , Harry Nelson Pillsbury , y Frank Marshall.

## Biografía
Nacido en Dunaszerdahely , Austria-Hungría (ahora Dunajská Streda, Eslovaquia ), Steiner llegó a la ciudad de Nueva York a una edad temprana. Durante un tiempo, fue boxeador. A los 16 años fue miembro del Club de Ajedrez húngaro y el Club de Ajedrez de Stuyvesant. Con la experiencia adquirida en la activa escena de ajedrez de Nueva York, Steiner rápidamente desarrolló su habilidad en el ajedrez y en 1929 empató por el primer lugar (con Jacob Bernstein) en el campeonato del estado en Buffalo . El mismo año fue el primero en la Reserva Premier en Hastings , Inglaterra.
Steiner salió de Nueva York para el Oeste , estableciéndose en Los Angeles en 1932. Se convirtió en editor de ajedrez del diario Los Angeles Times ese año, escribiendo una columna de ajedrez hasta su muerte. Formó el Club de Ajedrez Steiner, más tarde llamado el Grupo de Ajedrez de Hollywood, con sede en un club al lado de la residencia Steiner. El Grupo de Ajedrez Hollywood fue visitado por muchas estrellas de cine como Humphrey Bogart , Lauren Bacall , Charles Boyer y José Ferrer . Steiner y el Grupo de Ajedrez Hollywood organizó el Torneo Panamericano Internacional en 1945 y el Segundo Panamericano de Ajedrez Congreso en 1954.
Steiner jugó tres partidos de desafío contra Reuben Fine , uno de los mejores jugadores del mundo. Fine ganado los tres partidos: por 5 ½ ½ -4 en Nueva York 1932, por 3 ½ - ½ en Washington D. C. 1944, y por 5-1 en Los Ángeles 1947.
Uno de sus triunfos internacionales más importantes fue en el 1946 por invitación London Victoria, el primer torneo importante Europea celebrado después del final de la Segunda Guerra Mundial. Steiner desafió a Arnold Denker en 1946 a un partido por el Campeonato de ajedrez de Estados Unidos en Los Angeles, pero perdió 6-4. En 1948 Steiner ganó el Campeonato de Ajedrez de los Estados Unidos en South Fallsburg, Nueva York , por delante de Isaac Kashdan .
Steiner fue miembro de los equipos de la Federación de Ajedrez de Estados Unidos enviados al extranjero para las Olimpiadas de Ajedrez en La Haya, 1928, 1930 Hamburg, Praga 1931 y Dubrovnik 1950. Como campeón de EE. UU. fue capitán del equipo de 1950.
En el histórico partido de radio 1945 EE. UU.-URSS entre los equipos de los EE. UU. y la URSS, Steiner fue el único jugador de EE. UU. en lograr un resultado positivo. Aunque el equipo americano con Reuben Fine, Samuel Reshevsky, Arnold Denker e Isaac Kashdan, fue severamente derrotado, Steiner marcó 1 ½ - ½ contra Igor Bondarevsky .
Steiner fue muy activo como jugador en torneos de la Costa Oeste, ganando los dos únicos torneos abiertos de California en que participó en 1954 y 1955, y ganó el campeonato del estado de California en 1953 y 1954. Defendía su campeonato del estado en Los Angeles en 1955, cuando después de terminar su juego en quinta ronda (a 62-movimiento empate contra William Addison ) se sintió mal y su partida de la tarde se pospuso. Alrededor de 2 horas después de las 9:30 p. m., Steiner murió prácticamente de forma instantánea de una masiva oclusión coronaria mientras era asistido por un médico. Por acuerdo de los jugadores, el torneo fue cancelado.

## Histórico de torneos
| Año  | Torneo                            | Resultado | Posición                                                       |
| ---- | --------------------------------- | --------- | -------------------------------------------------------------- |
| 1929 | Campeonato Estatal de Nueva York  |           | 1º–2º (empatado con J. Bernstein)                              |
| 1929 | Hastings Premier Reserves         |           | 1º                                                             |
| 1931 | Berlín                            |           | 1º (por delante de Sämisch y L. Steiner)                       |
| 1931 | Brun                              |           | 2º (por detrás de Flohr)                                       |
| 1932 | Torneo Internacional de Pasadena  | 6–5       | 4º–6º (empatado con Dake y Reshevsky, tras Alekhine y Kashdan) |
| 1935 | Ciudad de México                  |           | 1º–3º (empatado con Fine y Dake)                               |
| 1942 | Abierto de Estados Unidos         |           | 1º–2º (empatado con Yanofsky)                                  |
| 1945 | Campeonato Estatal de California  | 8–1       | 1º–2º (empatado con Adolf Jay Fink)                            |
| 1946 | Abierto de Estados Unidos         |           | 1º                                                             |
| 1946 | Londres                           |           | 1º (por delante de Tartakower y O.S. Bernstein)                |
| 1948 | Campeonato de Estados Unidos      |           | 1º                                                             |
| 1952 | Torneo Internacional de Hollywood |           | 3º (por detrás de Gligorić y Pomar)                            |
| 1952 | Interzonal de Estocolmo           | 10–10     | 11º-13º (empatado con Pilnik y Pachman)                        |
| 1953 | Campeonato Estatal de California  | 7.5–1.5   | 1º                                                             |
| 1954 | Campeonato Estatal de California  | 7.5–1.5   | 1º                                                             |
| 1954 | Abierto de California             |           | 1º                                                             |
| 1955 | Abierto de California             |           | 1º                                                             |
| 1955 | Campeonato Estatal de California  | 4–1       | Torneo cancelado                                               |